# Luhanský rajón
Luhanský rajón (ukrajinsky Луганський район) je rajón v Luhanské oblasti na Ukrajině. Hlavním městem je Luhansk a rajón má přibližně 535 tisíc obyvatel. 

## Města v rajónu
- Luhansk
- Lutuhyne
- Molodohvardijsk
- Oleksandrivsk